# Arundhati Roy

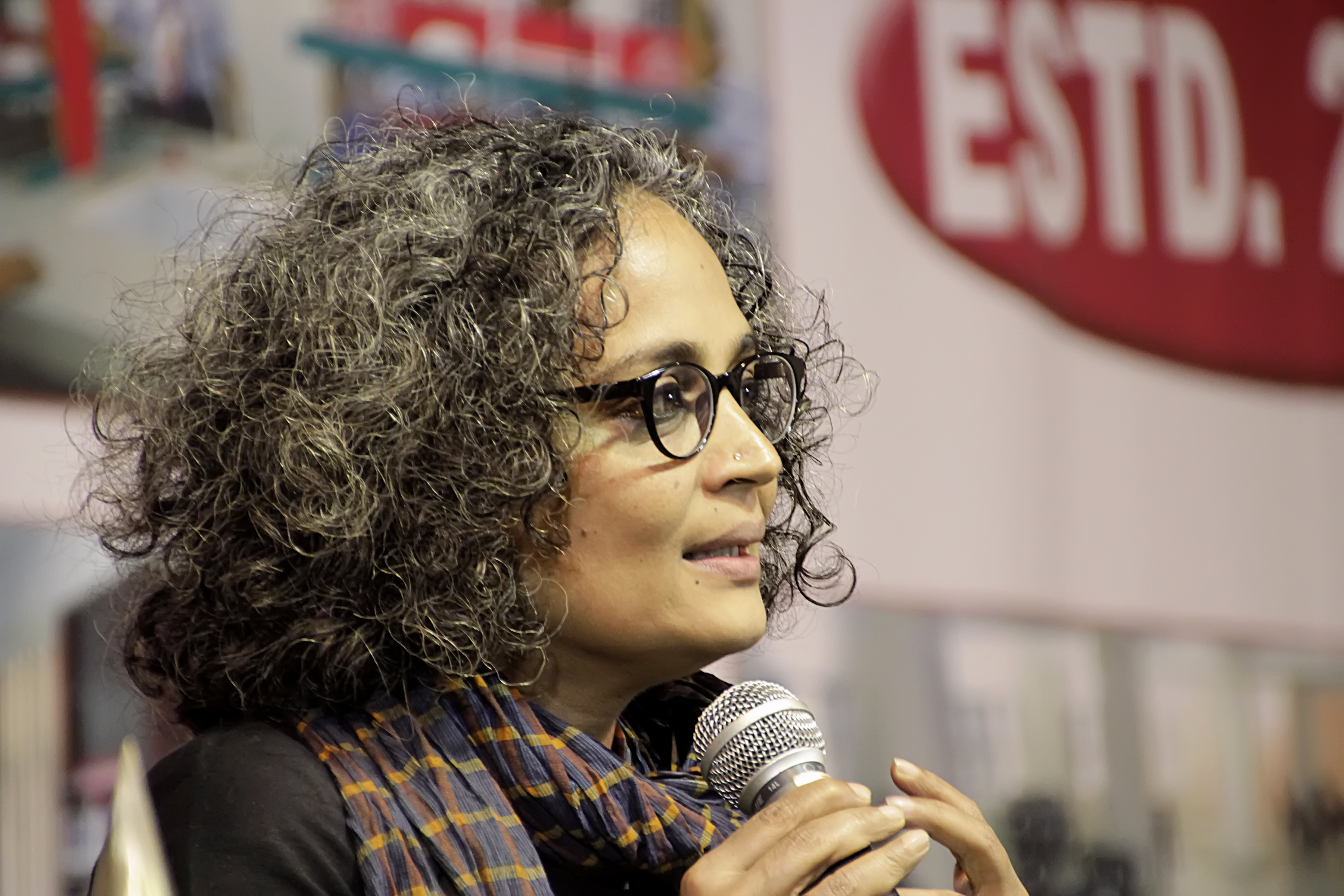
Arundhati Roy, 2012.

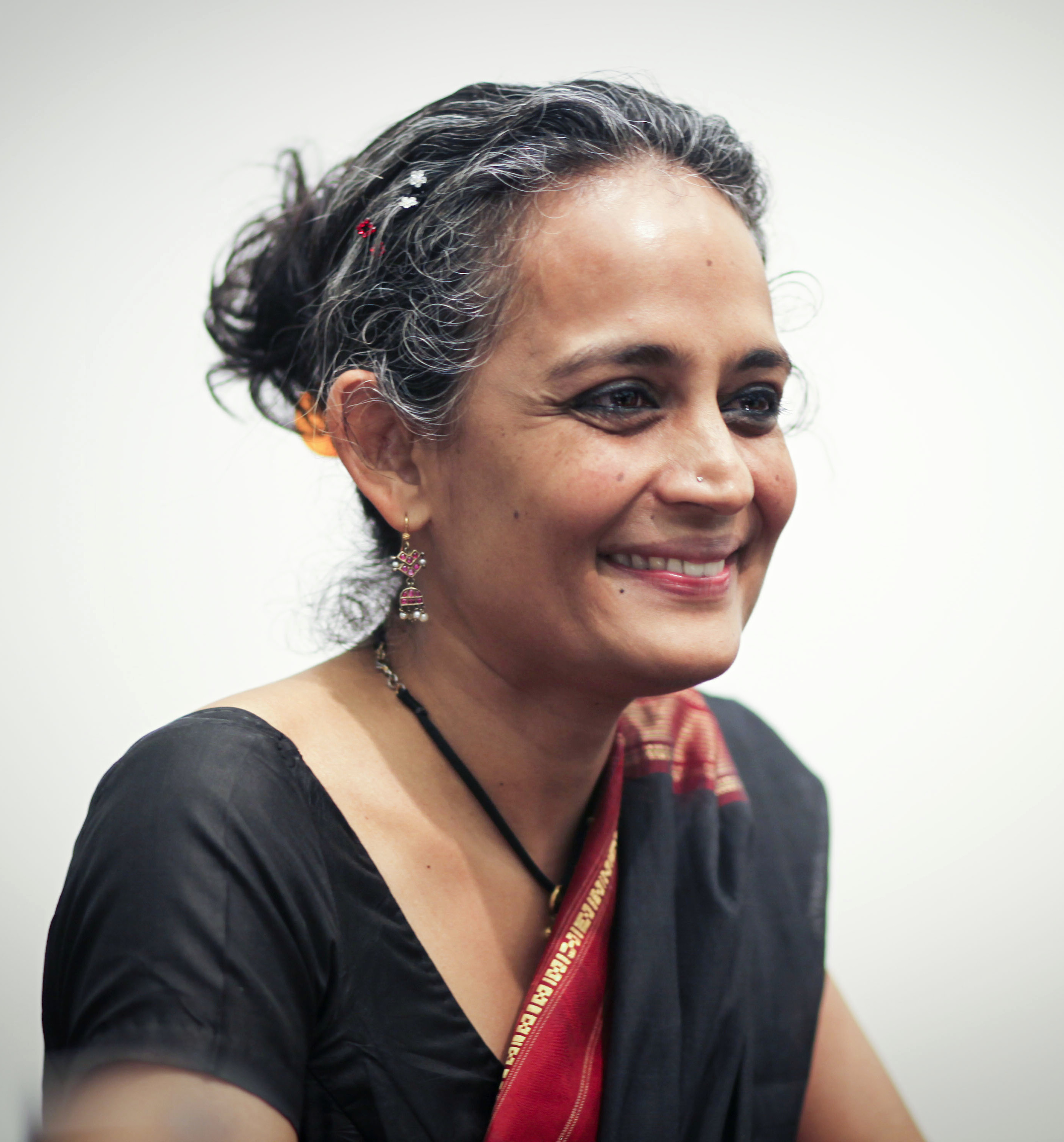
Arundhati Roy på Harvard University, april 2010.

Arundhati Roy, född 24 november 1961 i Shillong i Meghalaya, är en indisk författare, samhällsdebattör och fredsaktivist.  
Roy var den första indiska författare som tilldelades Bookerpriset. Det verk som gav henne det var romanen De små tingens gud (engelsk originaltitel The God of Small Things), som handlar om två indiska tvillingar, en pojke och en flicka. Handlingen är fylld med familjens tragedier och livsglädje trots allt, inom ramarna för det hårt socialt skiktade och sexistiska sydindiska samhället. 
Efter De små tingens gud har Roy mest arbetat som samhällsdebattör och politisk skribent och aktivist. Som sådan har hon engagerat sig i fredsfrågor, för ursprungsbefolkningars och andra fattigas rättigheter och i rörelsen för global rättvisa, mot kapitalism, i-landsdominans och miljöförstöring. Internationell uppmärksamhet har hon framför allt fått som förkämpe för de indier som fördrivs från sina hem på grund av stora dammbyggen, som det i floden Narmada, och som kritiker av Indien och Pakistans kärnvapenpolitik och av Bush-administrationens krig i Afghanistan och Irak. Hennes politiska texter har bland annat publicerats i The Guardian, Le Monde diplomatique och Outlook India.
År 2017 publicerades "Den yttersta lyckans ministerium", hennes första roman på 20 år - även den nominerad till Bookerpriset.
Roy föddes i Shillong i Meghalaya i nordöstra Indien, men växte huvudsakligen upp i Kerala i södra delen av landet. Hon bor numera i den indiska huvudstaden Delhi.